# Nolana aplocaryoides
Nolana aplocaryoides es una de las 49 especies pertenecientes al género Nolana presentes en Chile, el cual corresponde a la familia de las solanáceas (Solanaceae). Esta especie en particular es endémica y se encuentra distribuida principalmente en las zonas costeras del norte de Chile desde la Región de Antofagasta hasta la Región de Atacama.

## Descripción
La Nolana aplocaryoides se encuentra descrita como una planta herbácea anual, erguida, suculenta, pubescente. Pose 50 cm de altura y algunos ejemplares no superan los 100 cm.
Se caracteriza por tener flores pequeñas, de 5 pétalos unidos con forma de campana o embudo o gamopétalas, su corola puede puede presentar colores blanco a celeste muy claro. La parte interior de la flor o garganta es de color blanco.  Posee 5 estambres de color blanco y anteras blancas.
Su fruto es un esquizocarpio que contiene varias semillas muy pequeñas de color negro y de forma irregular.
A diferencia de otras especies de Nolana, posee tallos oscuros y ramificados que es su principal característica. Según la morfología foliar, sus hojas poseen una forma lanceolada-oblongas a elípticas, muy carnosas, con alta pubescencia y cuyos márgenes son revolutos.
Crece en terrenos arenosos cerca del mar formando poblaciones extensas. Crece desde los 0 hasta los 500 metros sobre el nivel del mar en sectores costeros. Requiere altas condiciones de luz indirecta gracias a la presencia de neblinas costeras o camanchaca.
En Chile crece desde la región de Antofagasta hasta Atacama, su floración es esporádica y principalmente dependiente de lluvias que no superan los 100 mm al año. Es una especie resistente al estrés hídrico, pero no es resistente a las heladas. Habita en un clima de rusticidad USDA equivalente a zonas 10 y 11.

## Nombres vernáculos
Esta especie es conocida simplemente 'Suspiro'.

## Importancia
Esta es especie constituye una de las flores emblemáticas que aparecen durante la floración del fenómeno denominado Desierto florido 
Es considerada un a planta con potencial ornamental para zonas desérticas.

## Amenazas
Una de las principales amenazas de esta especie la constituyen factores antrópicos como la urbanización y ocupación del borde costero, la actividad minera y últimamente por los más de 20.000 turistas que llegan a visitar el área del desierto florido durante los meses de floración y por el paso de vehículos durante competencias deportivas.